# Neurofizjologia
Neurofizjologia, fizjologia układu nerwowego – dział biologii, zajmujący się funkcjonowaniem poszczególnych elementów oraz całości układu nerwowego. Jest ściśle powiązana z neuropsychologią, neurologią, psychiatrią, etologią i innymi naukami behawioralnymi. Wchodzi w skład neurobiologii.
Działy neurofizjologii:
- neurofizjologia komórkowa – zajmuje się funkcjonowaniem poszczególnych neuronów (komórek nerwowych);
- neurofizjologia behawioralna – zajmuje się wpływem zjawisk zachodzących w układzie nerwowym na zachowanie;
- elektrofizjologia – zajmuje się elektryczną aktywnością układu nerwowego; także jego pomiarem i interpretacją (elektroencefalografia);
- neurofizjologia porównawcza – zajmuje się różnicami i podobieństwami funkcjonowania układu nerwowego człowieka i różnych gatunków zwierząt.